# Mot composé
En linguistique, un mot composé est une juxtaposition de deux lexèmes libres permettant d'en former un troisième qui soit un lemme (« mot ») à part entière et dont le sens ne se laisse pas forcément deviner par celui des deux constituants. Ainsi, un garde-fou est, en français, un lemme indépendant de garde et de fou dont le sens de « balustrade de protection sur un pont, près d'un fossé, empêchant de tomber » ne peut être deviné. En mandarin, d'autre part, 東西／东西 dōngxī, « chose », est un mot composé de 東/东 dōng, « est [point cardinal] », et 西 xī, « ouest », dont le sens n'est pas non plus prévisible. 
Ainsi, un mot composé étant un lemme à part entière, il est recensé par les dictionnaires, ce qui permet de le distinguer d'un syntagme (petit-lait est un mot composé synonyme de lactosérum, pas petit chat). Dans les langues à accent tonique[réf. nécessaire], les mots composés peuvent subir l'univerbation, ce qui permet aussi de les distinguer.

## Approche linguistique

### Composition d'un mot composé
En dernière analyse, un mot composé se réduit toujours à deux éléments. Chacun de ces constituants peut lui-même être un mot composé. Le plus souvent, les deux éléments forment un couple déterminant /déterminé + détermination.

### Types de mots composés
Selon que le sens du mot composé ne fait intervenir implicitement aucun autre élément nécessaire à sa compréhension ou, au contraire, qu'il faut supposer un élément extérieur, on parle, respectivement, de composés endocentriques (très majoritaires) ou exocentriques (moins nombreux et essentiellement combinatoires). Par exemple, oiseau-mouche est endocentrique (c'est un oiseau qui est comme une mouche : la périphrase se contente des éléments présents) tandis que rouge-gorge est exocentrique (c'est un oiseau qui a la gorge rouge : l'élément oiseau n'est pas présent).
D'autre part, le mot composé permettant l'économie syntaxique (parce qu'il remplace une construction syntaxique plus complexe), le lien syntaxique qui lie les deux éléments permet d'en déterminer le sous-type.

#### Composés endocentriques
Un composé endocentrique, peut avoir ce que l'on appelle un déterminant, c'est le mot qui composé avec les autres mots, les déterminations/"modificateurs", créent une extension de sens ne sortant pas du contexte (exemple : un bonhomme reste un homme).

Exemples de sous-genre : 
- les composés endocentriques à éléments équipotents (pas de déterminants ou plusieurs), ex : "d'ores et déjà"
- les composés endocentriques à éléments non équipotents (un des mots est le déterminant), ex : "petit pois"; les tatpurusha du sanskrit
- les dvandva du sanskrit (deux déterminants qui par fusion de sens connote du paronyme, ex : "mère-père" → parents)
- les composés endocentriques à déterminant verbal, ex : Avenir ≠ à venir ; "bien vu".

#### Composés exocentriques
Une composition dont le sens sort du contexte des mots utilisés (exemple : eau de vie, alcool très fortement distillé qui n'est pas de l'eau et ne rend pas la vie).
Exemple d'un sous-genre : les bahuvrihi du sanskrit.

## Approche grammaticale pour le français
En grammaire du français, un mot composé est un ensemble de mots formant une unité syntaxique et sémantique. 
Le mot composé doit être soigneusement distingué du syntagme avec lequel parfois, il peut être confondu.
Certains grammairiens ont du mot composé une conception restrictive, réservant ce concept aux seuls mots dont les constituants sont reliés par des traits d'union
- Le mot constitue l'unité syntaxique de base, l'élément terminal et indivisible de la syntaxe, qui ne va jamais en deçà. Cette unité est facile à repérer et à circonscrire du seul point de vue de l'orthographe, puisque sur le papier, un mot est (théoriquement) délimité par des espaces (des blancs) ou des signes de ponctuation. Mais cette facilité n'est qu'apparente. En outre, à l'oral, et dans le domaine des rapports syntaxiques, de véritables difficultés peuvent surgir.

En effet, dans certains cas, un mot écrit peut correspondre à plusieurs mots d'un point de vue syntaxique (par exemple, l'article contracté « du » correspond grammaticalement à la préposition « de » combinée à l'article « le »). Dans d'autres cas, c'est l'inverse, plusieurs mots écrits, peuvent correspondre à un seul mot d'un point de vue syntaxique (par exemple, « tout à fait » est un adverbe, donc, une seule unité, s'écrivant pourtant en trois mots). La limite syntaxique du mot, on le voit, n'est qu'imparfaitement indiquée par l'écrit.
- En résumé, lorsqu'il y a coïncidence entre l'écrit et la grammaire, on dit qu'on a affaire à un mot simple. Lorsqu'il n'y a pas coïncidence (c'est-à-dire qu'il s'agit, soit d'un mot écrit contenant plusieurs unités syntaxiques, soit de plusieurs mots écrits constituant une seule unité syntaxique), on dit qu'on a affaire à un mot composé.

- À l'écrit, un composé peut prendre diverses formes. Selon le type de lien réunissant (ou séparant) ses constituants, on distinguera donc : 
  - le composé unifié, dont les éléments sont soudés, agglutinés (par exemple, un « portemanteau ») ;
  - le composé à apostrophe, dont les éléments sont séparés par une ou plusieurs apostrophes (par exemple, « aujourd'hui ») ;
  - le composé à trait d'union, dont les éléments sont séparés par un ou plusieurs traits d'union (par exemple, un « après-midi ») ;
  - le composé détaché, dont les éléments sont séparés par au moins un espace (par exemple, des « pommes de terre »).

Certains composés combinent ces divers moyens (par exemple, le « qu'en-dira-t-on », « est-ce que », « au-dessus de », « jusqu'à ce que », « à vau-l'eau »...), mais du moment qu'une unité comprend au moins un espace, elle doit être analysée comme un composé détaché.
L'espace (le blanc), l'apostrophe et le trait d'union, sont des séparateurs, et non des signes de ponctuation.
- Certains mots adoptent la forme composée pour des raisons lexicales (on peut donc les trouver dans le dictionnaire), d'autres au contraire, pour des raisons flexionnelles. En conséquence, les composés lexicaux et les composés flexionnels doivent être étudiés de façon distincte.

## Mots composés lexicaux
Un mot composé lexical est un ensemble qui, bien que constitué de plusieurs éléments, n'a qu'une seule unité significative, catégorielle et fonctionnelle. Donc, malgré les apparences (plusieurs mots écrits), un composé lexical doit être considéré sur le plan syntaxique comme un mot unique, car ses constituants sont le plus souvent indissociables. 
- Les constituants d'un composé lexical ne sont pas librement combinés par le locuteur. Ils constituent donc une unité lexicalisée, c'est-à-dire une unité reconnue comme telle par le dictionnaire, soit une association permanente appartenant à la langue. Cette unité lexicale, sémantique, catégorielle et fonctionnelle fait que d'ordinaire, les éléments constitutifs d'un composé lexical ne doivent pas être dissociés en vue d'une analyse.

L'analyse est parfois évidente, cependant. Par exemple, dans « petit pois », l'adjectif qualificatif « petit » est manifestement épithète du substantif « pois ». Mais d'un point de vue strictement syntaxique, une telle analyse n'est jamais indispensable, sauf pour des raisons flexionnelles : par exemple, il est nécessaire de savoir que dans le mot composé « Madame », on a un possessif, « ma » et un nom, « dame », afin de pouvoir effectuer l'accord en nombre de manière correcte, « Mesdames » au pluriel, mais de tels cas sont rares en français (« Monsieur » et « messieurs » ; « bonhomme » et « bonshommes » , etc.
- On dit souvent qu'un composé lexical est un syntagme qui s'est figé. Une telle fixité doit bien sûr être entendue de manière strictement syntaxique. En effet, les constituants d'un composé lexical ne sont pas tous nécessairement figés d'un point de vue flexionnel. Par exemple, la locution verbale « faire de son mieux » pourra se conjuguer : j'ai fait de mon mieux, ils feront de leur mieux, faites de votre mieux , etc.

- L'unité sémantique d'un composé lexical n'est pas la somme des sens de ses constituants. Par exemple, le composé « pomme d'Adam » désigne la protubérance du cou formée par le cartilage thyroïde chez un homme, mais on ne peut dire qu'il s'agit d'une « pomme » appartenant à un certain « Adam ».

- Un composé lexical peut appartenir à n'importe quelle catégorie grammaticale.

### Composés lexicaux unifiés
Un composé lexical unifié est un mot composé dont les constituants sont attachés (soudés, agglomérés, agglutinés…), c'est-à-dire séparés par aucun signe matériel (apostrophe, trait d'union ou espace) :
- Bonhomme

Mot composé unifié nominal (nom commun), formé à partir de l'adjectif « bon » et du nom « homme ».
- Lequel

Mot composé unifié pronominal (pronom relatif), formé à partir de l'article « le » et du pronom « quel ».
- Lorsque

Mot composé unifié conjonctif (conjonction de subordination), formé à partir de l'adverbe « lors » et de la conjonction « que ».
- Gendarme

Mot composé unifié nominal (nom commun), formé à partir du nom « gens », de la préposition « de » et du nom « arme ».
- Entracte

Mot composé unifié nominal (nom commun), formé à partir de la préposition « entre » et du nom « acte ».
- Moyenâgeux

Mot composé unifié adjectival (adjectif qualificatif), formé à partir de l'adjectif qualificatif « moyen » et du nom « âge ».
- Pourcentage

Mot composé unifié nominal (nom commun), formé à partir de la préposition « pour » et de l'adjectif numéral cardinal « cent ».
- Autobus

Mot composé unifié nominal (nom commun), formé à partir des noms « auto(mobile) » et « (omni)bus ».
- Franglais

Mot composé unifié adjectival (adjectif qualificatif), formé à partir des adjectifs qualificatifs « français » et « anglais ». C'est un exemple de mot-valise.
D'un point de vue strictement orthographique, un ensemble unifié représente donc un seul et unique mot. Pour cette raison, dans la grammaire traditionnelle, le composé unifié n'est généralement pas considéré comme un véritable mot composé. Cependant, il est souvent ressenti comme tel par les usagers de la langue. En conséquence, il faudra éviter de confondre :
- Affaire (nom) et à faire (préposition + infinitif)
- Autrefois (adverbe) et autre fois (déterminant + nom)
- Avenir (nom) et à venir (préposition + infinitif)
- Bientôt (adverbe) et bien tôt (adverbe + adverbe)
- Enfin (adverbe) et en fin (préposition + nom)
- Vinaigre (nom) et vin aigre (nom + qualificatif), etc.

### Composés lexicaux à apostrophe
Un composé lexical à apostrophe est un mot composé dont les constituants sont séparés par une ou plusieurs apostrophes :
- Aujourd'hui

Mot composé adverbial (adverbe composé), formé à partir de l'article contracté « au », du nom « jour », de la préposition élidée « de » et de l'ancien adverbe « hui ». 
Ce composé est un pléonasme, raison pour laquelle certains veulent ressusciter le terme « hui ».
- Presqu'île (l'orthographe presqu'ile est également correcte depuis les rectifications orthographiques de 1990)

Mot composé nominal (nom composé), formé à partir de l'adverbe élidé « presque » et du nom « île ».
- Quelqu'un

Mot composé pronominal (pronom composé), formé à partir de l'adjectif élidé « quelque » et de l'indéfini (ou numéral) « un ». Il perd l'apostrophe au pluriel pour prendre un trait d'union (quelques-uns, quelques-unes).
- Entr'ouvert

Mot composé adjectival (adjectif qualificatif composé), formé à partir de la préposition élidée « entre » et de l'adjectif « ouvert ».

### Composés lexicaux à traits d'union
Un composé lexical à trait d'union est un mot composé dont les constituants sont séparés par un ou plusieurs traits d'union :
- Abat-jour

Mot composé nominal (nom commun composé), formé à partir du verbe « abattre », et du nom « jour ».
- Arc-en-ciel

Mot composé nominal (nom commun composé), formé à partir des noms « arc » et « ciel », et de la préposition « en ».
- Peut-être

Mot composé adverbial, formé à partir du verbe « pouvoir » (troisième personne du singulier du présent de l'indicatif), et du verbe « être » (infinitif présent).
- Sauve-qui-peut

Mot composé nominal (nom commun composé), formé à partir des verbes « sauver » et « pouvoir », et du pronom relatif « qui ».
Il existe de très nombreux autres exemples :
Un après-midi, une marie-couche-toi-là, un perce-neige, un va-et-vient, un remonte-pente, une arrière-boutique, la quasi-ignorance, un coupe-gorge, s'entre-dévorer, un sourd-muet, un chef-d'œuvre, un cure-dent, un sans-abri, un prie-Dieu, etc.

### Composés lexicaux détachés (locutions)
Un composé lexical détaché est un mot composé contenant au moins une espace : il est plus précisément appelé locution (ou paralexème). Le plus souvent, une locution est un syntagme qui s'est fixé, ou du moins, qui est en cours de fixation (par exemple, « pomme de terre »). 
Certains grammairiens réservent le mot de locution aux seuls ensembles invariables (conjonctions, prépositions, adverbes).

#### Les différentes catégories de locutions lexicales
N'importe quelle catégorie grammaticale peut contenir des locutions lexicales.
- Des locutions nominales :

Bande dessinée, eau de vie, machine à écrire, Moyen Âge, petit pois, poule d'eau…
- Des locutions verbales (ou expressions verbales) :

Avoir l'air, se rendre compte, faire semblant, prendre froid, s'en aller, à la va-vite…
- Des locutions adjectivales :

Comme il faut, bon marché, bon enfant, en retard, en colère, à la mode, de bonne humeur, hors de propos, de travers, en vacances, de standing, à l'abandon, sans défense, pieds nus…
Certaines d'entre elles peuvent être également employées comme locutions adverbiales.
- Des locutions adverbiales :

Tout à fait, d'ores et déjà, de temps en temps, tout de suite, de gré ou de force, ne pas, ne jamais, ne plus, sans doute, on ne peut plus…
- Des locutions pronominales :

Quelque chose, ce dernier, n'importe quoi…
- Des locutions déterminatives :

N'importe quel, beaucoup de, plus d'un, peu de, un tas de, un groupe de, je ne sais quel…
- Des locutions conjonctives :

De sorte que, bien que, parce que, c'est pourquoi, de même que, depuis que…
- Des locutions prépositionnelles (ou prépositives) :

Quant à, au-dessus de, par rapport à, à côté de, grâce à, hors de, le long de…
- Des locutions interjectives :

Par ma barbe ! Mon dieu ! Eh bien ! Bonne nuit ! Pas de panique !

#### Remarques
Les constituants d'une locution étant généralement contigus, celle-ci est normalement insécable. Par exemple, si l'on veut adjoindre le qualificatif épithète « délicieuses » à la locution nominale « pommes de terre », on aura le choix entre deux constructions (soit « délicieuses pommes de terre », soit « pommes de terre délicieuses »), mais certainement pas « pommes délicieuses de terre » (à moins évidemment, de rechercher un effet inattendu, surprenant…).
Certaines locutions cependant, acceptent l'insertion d'une ou plusieurs unités entre deux de leurs éléments, on les appelle locutions discontinues :
- Plus […] que

Locution adverbiale (comparatif de supériorité) :
Je veux cet objet plus que tout autre. Pierre est plus grand que Paul.
- Ne […] pas

Locution adverbiale (adverbe de négation) : 
Ne pas parler. Ne parle pas !

## Mots composés flexionnels
Un mot composé flexionnel (que certains grammairiens appellent composés grammaticaux ou unités grammaticales) est un mot qui revêt accidentellement la forme composée pour des raisons flexionnelles. 
- Tous les composés flexionnels ne constituent pas une unité catégorielle indissociable. Les composants de certains sont parfaitement repérables, décomposables et analysables. Dans ce cas, il convient de les considérer comme librement combinés par le locuteur.

### Composés flexionnels unifiés
Contrairement aux composés lexicaux unifiés, les composés flexionnels unifiés comprennent plusieurs éléments à analyser. Il s'agit essentiellement des formes contractées suivantes :
- Les formes contractées des articles définis « le » et « les », combinées avec les prépositions « à » ou « de » (au, aux, du et des).

- Les formes contractées du pronom « lequel » combinées avec les mêmes prépositions (auquel, auxquels, duquel et desquels).

Remarque: La combinaison (pour le sens) de l'adverbe « plus », d'une part avec les adjectifs « bon », « mauvais » et « petit », d'autre part avec les adverbes « bien » et « mal », produit les adjectifs et adverbes synthétiques suivants : meilleur, pire, moindre, mieux et pis. Il ne s'agit pas de composés unifiés ou contractés, mais de formes synthétiques supplétives.

### Composés flexionnels à apostrophe
L'élision grammaticale produit des composés flexionnels à apostrophe comprenant plusieurs éléments à analyser. 
- Cette élision régulière concerne : les pronoms personnels je, me, te, se, le et la ; le pronom démonstratif ce ; les articles définis le et la ; la préposition de ; la particule négative ne ; enfin, les conjonctions de subordination si (uniquement devant les pronoms personnels il ou ils), lorsque, puisque, quoique, que, ainsi que les locutions conjonctives contenant cette dernière conjonction (dès que, parce que, afin que, etc.).

### Composés flexionnels à traits d'union
Les composés flexionnels à traits d'union comprennent le plus souvent plusieurs éléments à analyser. Il s'agit principalement des pronoms personnels conjoints reliés au verbe par des traits d'union (pronom sujet inversé ou pronom complément à l'impératif affirmatif) :
Mange-t-il ? / Plaît-il ? / Donne-le-moi…
Dans le premier exemple, il faut compter deux éléments, le verbe et le pronom sujet (la particule -t- n'est là que pour des raisons euphoniques et n'a pas à être analysée) ; dans le dernier, il faut compter trois éléments, le verbe et les deux pronoms compléments.
- Cependant, d'autres composés flexionnels à traits d'union doivent être considérés comme des unités indissociables s'apparentant aux composés lexicaux. Il s'agit principalement des unités contenant les particules -ci ou -là, renforçant certains démonstratifs ou certains adverbes, et de certaines formes composées de l'adjectif numéral :

Celui-ci, celles-là, ces jours-ci, cette fois-là, ci-après, là-devant…
Vingt-, trente-quatre, soixante-cinq, soixante-sixième…

### Composés flexionnels détachés
Le terme de locution est inusité dans le cas des composés flexionnels détachés. Les formes suivantes constituent des unités indissociables s'apparentant aux composés lexicaux.
- Les temps composés ou surcomposés des verbes :

Il aura fini. Nous avons eu réussi. Il n'a jamais été grondé par son père.
- Les articles partitifs de la et de l' :

De la farine et de l'eau…
- Certaines formes composées de l'adjectif numéral, selon l'ancienne orthographe (d'avant les rectifications orthographiques de 1990) :

Vingt et un, cent quatre, mille trente, cent quatrième…

## Accord des mots composés au pluriel
- Forme verbe + verbe :

des garde-mangers
Avant la réforme de l'orthographe de 1990, on écrivait: des garde-manger, sans «s».
- Verbe + nom, seul le nom prend la marque du pluriel :

des cure-dents, des chausse-pieds (chausser les pieds)…
Exceptions : quand le nom est précédé d'un article singulier ou qu'il doit se comprendre au singulier, il ne prend pas la marque du pluriel :
des chasse-neige (= chasser la neige) mais devenu variable dans l'orthographe de 1990 (des chasse-neiges), des trompe-l'œil (ils trompent un œil).
- Préposition ou adverbe + nom, seul le nom prend la marque du pluriel :

des après-midis, des sans-abris, des arrière-boutiques…
- Nom + nom, marque du pluriel partout :

des oiseaux-mouches, des bateaux-mouches…
Exceptions : quand le nom est précédé d'un article singulier ou qu'il doit se comprendre au singulier, pas de marque du pluriel au nom :
des chefs-d'œuvre, des arcs-en-ciel (des arcs dans le ciel)…
- Adjectif + nom, marque du pluriel partout :

des basses-cours.

### Cas particuliers
- Le mot « garde » s'accorde quand il a le sens de « gardien » :

des gardes-malades, des gardes-barrières, mais des garde-manger (petite armoire grillagée que l'on peut placer en extérieur pour conserver des aliments, cependant devenu variable à la suite des rectifications orthographiques de 1990).
- Quand le premier élément d'un nom est un préfixe, comme ceux terminés par « o », ce préfixe est invariable.

On écrivait : un électro-aimant, des électro-aimants, on écrit désormais électroaimant, des électroaimants.